# Johann Hermann Knoop
Johann Hermann Knoop (geboren (unsicher) 1706 bei Kassel; gestorben (unsicher) 4. August 1769 in Amsterdam) war ein deutscher Gärtner. Er ist der Autor der Pomologia, dem ersten Werk zur systematischen Obstsortenkunde, und gilt damit als Begründer der wissenschaftlichen Pomologie.

## Leben
Johann Hermann Knoop wurde wahrscheinlich im Jahr 1706 in Kassel geboren. Sein Vater war Verwalter des Fürstlichen Lustgartens des Landgrafen von Hessen-Kassel in Freienhagen an der Fulda.
Um 1730 wurde Knoop von der Tochter des Arbeitgebers seines Vaters, Marie-Luise von Hessen-Kassel, der verwitweten Prinzessin von Oranien, als Gärtner für ihren Landsitz Mariënburg nach Leeuwarden geholt. Als ihr Gartendirektor war er für die Anlage und Pflege der 5 Hektar umfassenden Gartenanlage verantwortlich, zu der neben Zier- auch umfangreiche Obstpflanzungen gehörten. Knoop erwies sich als erfolgreicher Gärtner. So führte er im Garten seiner Dienstherrin die Kultivierung der Kartoffel ein und konnte ihr am 13. Dezember 1742 zum ersten Mal Kartoffeln servieren. Nach langjähriger Dienstzeit wurde er allerdings um 1749 wegen Trunksucht aus dem Dienst entlassen. Um nach der Entlassung seinen Lebensunterhalt zu bestreiten, unterrichtete er Mathematik und verfasste mehrere Bücher. Knoop bewies dabei vielseitige Begabungen und Kenntnisse; so veröffentlichte er Bücher über Pflanzensystematik, Gartenbau, Astronomie, Mathematik und Geschichte. Trotz der großen Zahl seiner Bücher verarmte er und lebte schließlich im Armenhaus. Knoop starb wahrscheinlich am 4. August 1769 in Amsterdam.

## Pomologia, Fructologia und Dendrologia

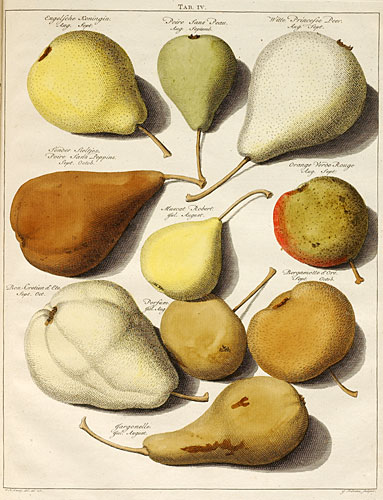
Darstellung verschiedener Birnensorten aus Knoops Werk Pomologia

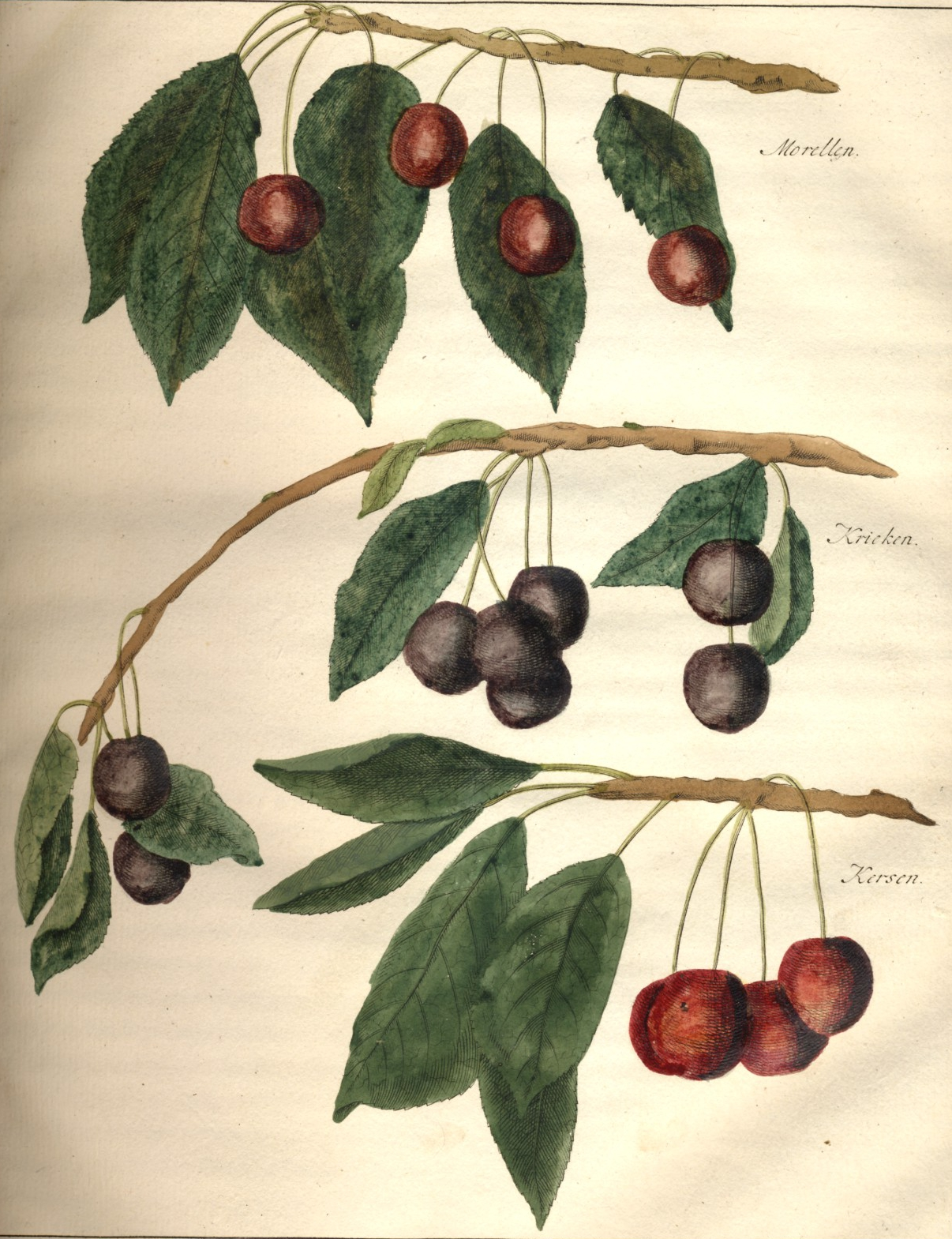
Darstellung von Kirschensorten aus Knoops Werk Fructologia

1758 veröffentlichte er über den Verleger Abraham Ferwerda in Leeuwarden sein Hauptwerk, die Pomologia. In diesem Buch beschreibt Knoop die besten Apfel- und Birnensorten aus Holland, Deutschland, Frankreich, England und anderen Ländern. Die Früchte sind dabei in farbigen Abbildungen in ihrer natürlichen Größe abgebildet. Die Abbildungen wurden von Jacob Folkema und Jan Casper Philips graviert und von den Töchtern des Verlegers koloriert. Insgesamt sind in dem Buch 125 Apfelsorten beschrieben, von denen 103 auf 12 farbigen Tafeln dargestellt werden. Von den 92 beschriebenen Birnensorten sind 82 auf 8 Tafeln abgebildet.
Das Werk fand weite Verbreitung; es erschien in mehreren Auflagen und Übersetzungen. So wurde es 1760 in deutscher Sprache in Nürnberg durch den Verleger Johann Michael Seligmann veröffentlicht. Dieser gab 1766 einen zweiten Band heraus, der häufig ebenfalls Johann H. Knoop zugeschrieben wird. Der Verfasser ist aber tatsächlich Justus Christoph Zinck (1686–1758) aus Meiningen, die Abbildungen stammen von dem Maler Johann Christian Sänger.
Mit der Pomologia gilt Knoop als Begründer einer neuen Wissenschaft, der Pomologie, der er mit dem Werk gleichzeitig ihren Namen gab. Es ist die erste Veröffentlichung, in der Obstsorten in kolorierten Abbildungen in naturgetreuer Größe dargestellt werden.
1763 veröffentlichte Knoop mit der Fructologia ein weiteres Buch über Obstsorten. Darin beschreibt er zahlreiche Sorten weiterer Obstarten: 5 Quittensorten, 26 Kirschsorten, 41 Pflaumensorten, 52 Rebsorten und 6 Johannisbeersorten. Andere Obstarten werden mit nur je einem Beispiel berücksichtigt, darunter Aprikosen, Pfirsiche, Nüsse sowie verschiedene Beerensorten. 1771 erschienen die Pomologia und die Fructologia in einer französischen Übersetzung.
In der ebenfalls im Jahr 1763 erschienen Dendrologia werden Pflanzen für Ziergärten und Parks behandelt.

## Ehrungen
- Im Jahr 1956 benannte die Stadt Leeuwarden ihm zu Ehren die Johann Hermann Knoopstraat.[8]

- Nach Knoop wurden folgende Pflanzenarten benannt:
  - Guatteria knoopiana (Annonaceae) Pittier[9]
  - die Begonie Begonia knoopii Ziesenh.[10]
  - der Phoradendron Phoradendron knoopii (Viscaceae) Warburg & Trel.[11]

## Werke
- De beknopte huis- houdelijke Hovenier, of verhandeling en lijsten der ooft-vruchten, van de plantagie-gewassen, van de keuken-gewassen, veldt-vrugten enz. Leeuwarden 1752
- Beschouwende en werkdadige hovenier-konst of inleiding tot de waare oeffening der planten: Waarin aangewezen word al't gene een hovenier en aan andere tuin-oeffenaars dienstig en nodig zyn kan te weeten, om niet alleen met gewenscht voordeel, maar ook met vermaak allerley boom-, heester-, kruid. Abraham Ferwerda, Leeuwarden 1753
- Jongmans-onderwijzer leerende .... de arithmetica, het boekhouden, de architecture, de astronomie etc. Leeuwarden 1756–59
- Sleutel der latynsche konstvoorden, welke in de botanye, pharmacye en medicyne 't meest gebruikt worden. A. Van Linge, Leeuwarden 1758
- Onderwijs om couranten te lezen. Leeuwarden 1758
- Pylaar der algemene mathesis of wis-kunde, of de arithmetica. J. S. Luyter, Leeuwarden 1758
- Pomologia, dat is Beschrijvingen en Afbeeldingen van de beste Zoorten van Appels en Peeren, welke In Neder- en Hoog-Duitschland, in Frankryk, Engeland, Engelland en elders geagt zijn en tot dien einde gecultiveert worden. Beschreven, naar het leven geteikend en met de natuurlijke coleuren afgezet. Abraham Ferwerda, Leeuwarden 1758
  - weitere niederländische Ausgaben mit leicht verändertem Titel: Leeuwarden 1770, Amsterdam 1790
  - deutsche Ausgabe: Pomologia, das ist die Beschreibung und Abbildungen der besten Sorten der Apfel und Birnen, welche in Holland/Deutschland/Frankreich/Engeland und anderwärts in Achtung stehen, und deswegen gebauet werden. Beschrieben, nach dem Leben abgebildet und mit ihren natürlichen Farben erleuchtet. Übersetzung D. Georg Leonhart Huth, Johann Michael Seligmann, Nürnberg 1760
  - französische Ausgabe: Pomologie ou description des meilleurs sortes de pommes et de poires: que l'on estime et cultive le plus, soit aux Pais-Bas, soit en Allemagne, en France, en Angleterre, &c. Godart, Londres 1771
- Karte von Leeuwarden. um 1760
- Bloemtuin, met eene aanleyding tot de cultuur der gewassen, alsmede een maandelijkse aanwijsing der tuinbesigheden. Leeuwarden 1760
- Konstmatige verhandeling van de sphaerische of klootse sonnewijzers. Leeuwarden 1761
- Medicinale Planten. Harlem 1762
- Fructologia, of beschryving der vrugtbomen en vrugten die men in de hoven plant en onderhoud. Abraham Ferwerda, Leeuwarden 1763
  - weitere niederländische Ausgaben mit leicht verändertem Titel: Leeuwarden 1770, Amsterdam 1790
  - deutsche Ausgabe: 1766
  - französische Ausgabe: Fructologie ou description des arbres fruitiers: ainsi que des fruits qu'on plante et qu'on cultive ordinairement dans les jardins : avec une explication détaillée de leurs différentes dénominations, de leur pays natal, de leur propagation, de leur culture & de leur usage oeconomique. Godart, Londres 1768
    - weitere französische Ausgabe: 1771
- Dendrologia: beschryving der plantagie-gewassen, die man in den tuinen cultiveert. Leeuwarden, 1763
  - weitere niederländische Ausgaben: Leeuwarden 1770, Amsterdam 1790
- Tegenwoordige staat of historische beschryvinge van Friesland. Van Linge, Leeuwarden 1763
  - weitere Ausgaben: N.T. Gravius, 1789
- Nieuwe historische Beschrijving van den geheelen Aardkloot. entstanden um 1765, veröffentlicht posthum Amsterdam 1785
- Vermakelyk wapen-kundig, geographisch en historisch spel, betreffende de voornaamste heerschende staten in Europa en dienende om de jonge lieden, inzonderheid die van een meer als gemeene geboorte of educatie zyn, de wapen-kunde, geographie en historie gelyk als speelender wyze te leeren. Ferwerda Leeuwarden, 1759, reprinted by D. Klippink, Amsterdam 1768
- Pylaar der algemene mathesis of wis-kunde, of de arithmetica. J. S. Luyter, 1768
- Beschryving van de moes- en keuken-tuin, zo van alle vrugten, planten en kruiden die men in dezelve plant: Waar by derzelver differente benamingen, grociplaats, zoorten, voorteeling, cultuur, broeijing, vervroeging en huishoudelyk gebruik, als mede hoe men dezelve inleggen kan, als ook derzelver kragten in de medicynen, en voor wie gemelde vrugten gezond of ongezond zyn. Waar agter nog gevoegt zyn verscheide registers ... Door een veeljarige ondervinding opgestelt. Abraham Ferwerda und G. Tresling, 1769
- Beschrijving van vruchtboomen en vruchten, die men in hoven plant en onderhoudt, met derzelver verschhillende naamen, voortteeling, groeiplaatzen, aankweeking, huishoudelijk gebruik, wijze van uitleggen, en toebereiding: na eene veeljaarige ondervinding opgesteld. Allart, Holtrop, de Leeuw en Krap, 1790